# Советское сельское поселение (Воронежская область)
Советское сельское поселение — муниципальное образование в Калачеевском районе Воронежской области.
Административный центр — село Советское.

## Административное деление
Состав поселения:
- село Советское.